# Умри, монстр, умри!
«Умри, монстр, умри!» (англ. Die, Monster, Die!) — англо-американский фильм ужасов 1965 года режиссёра Дэниела Хэллера. Фильм основан на произведении Говарда Филлипса Лавкрафта Цвет из иных миров.

## Сюжет
Американский учёный Стивен Рейнхарт приезжает в Англию в поместье семьи своей невесты Сьюзан Уитли. Никто из местных жителей не собирается подвести его до места назначения или обсуждать семью Уитли. Отправившись от станции пешком, по пути к поместью он замечает выжженный участок земли, в центре которого расположен гигантский кратер. Отец Сьюзан Нейхем Уитли ведёт себя очень скрытно и настроен враждебно ко всем чужакам и к Стивену, и требует его скорейшего отъезда. Во время ужина, у дворецкого Мервина случается сердечный приступ и Нейхем, просит Сьюзан со Стивеном не волноваться и идти спать, в то время как сам позаботится о Мервине. Услышав странные звуки, Стивен спускается вниз и замечает Нейхема, волокущего гроб в сад. Зайдя в комнату, которую только что покинул Нейхем, он замечает пепел в форме скелета, а затем странное свечение исходящее из запертой оранжереи.

## Актёры
| Актёр           | Роль             |
| --------------- | ---------------- |
| Борис Карлофф   | Нейхем Уитли     |
| Ник Адамс       | Стивен Рейнхарт  |
| Фреда Джексон   | Летиция Уитли    |
| Сьюзан Фармер   | Сьюзан Уитли     |
| Теренс Де Марни | Мервин           |
| Патрик Мэги     | доктор Хендерсон |
| Пол Фаррелл     | Джейсон          |
| Лесли Двайер    | Поттер           |
| Сидни Бромли    | Пирс             |

## Релиз
American International Pictures выпустила фильм в качестве первого отделения на двойном сеансе (англ. double feature) с Планетой вампиров режиссёра Марио Бавы. В британском прокате картина носила название Monster of Terror

## Интересные факты
- Название станции, куда прибывает поезд Аркхем, что является отсылкой к творчеству Лавкрафта. В его творчестве Архем — вымышленный город в штате Массачусетс, в котором происходят события многих его рассказов.
- Умри, монстр, умри! — режиссёрский дебют художника-декоратора Дэниела  Хэллера.